# Конельские Хутора
Конельские Хутора (укр. Конельські Хутори) — село в Жашковском районе Черкасской области Украины.
Население по переписи 2001 года составляло 575 человек. Почтовый индекс — 19252. Телефонный код — 4747.

## Местный совет
19252, Черкасская обл., Жашковский р-н, с. Конельские Хутора